# Candidatus Carsonella ruddii
Candidatus Carsonella  ruddii (Candidatus) es una especie de proteobacteria gamma endosimbionte. Tiene el segundo genoma más pequeño de todas las bacterias caracterizadas, por detrás de Hodgkinia cicadicola (143.795 pb). Es un endosimbionte que está presente en todas las especies de Psyllida, unos insectos chupadores de savia. La endosimbiosis se produce en una estructura especializada que se conoce con el nombre de bacterioma.
El genoma de C. ruddii consiste en un cromosoma circular de 159.662 pares de bases. El genoma tiene una alta densidad de código (97%) con muchos genes solapados y de pequeña longitud. El número de genes predicho es 182, también el más bajo conocido. En comparación, Nanoarchaeum equitans, que tiene el genoma más pequeño conocido entre los organismos de vida libre, tiene un genoma de 490.885 nucleótidos. Numerosos genes considerados esenciales para la vida están ausentes, lo que sugiere que la especie ha alcanzado un status próximo al de orgánulo.